# 万寿台
万寿台（まんじゅだい、マンスデ、朝: 만수대）は、朝鮮民主主義人民共和国平壌市中区域の地名。大同江西岸の丘陵地である。

## 概要
平壌市街中心部に位置し、金日成広場の北隣、大同江と普通江に挟まれ、なおかつ両河川が接近しているところにある。北隣には牡丹峰が控える。この丘には、金日成主席と金正日総書記の巨大銅像等の社会主義の象徴である万寿台大記念碑の他、南部には立法機関である最高人民会議が開かれる万寿台議事堂、朝鮮民主主義人民共和国の芸術の中心地的存在である万寿台芸術劇場、北部には千里馬銅像がある。大同江寄りの南東部は2011年から始まった再開発で誕生した高層マンション群となっている。

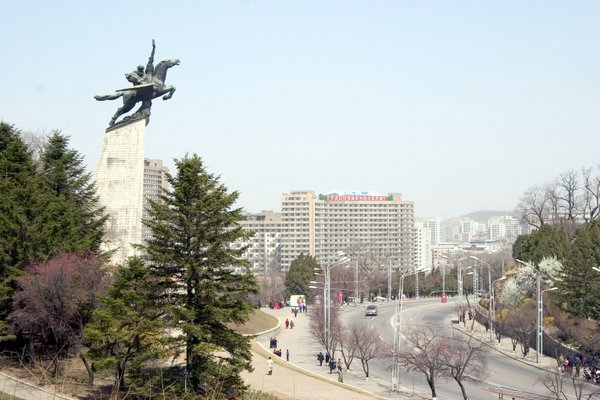
千里馬像
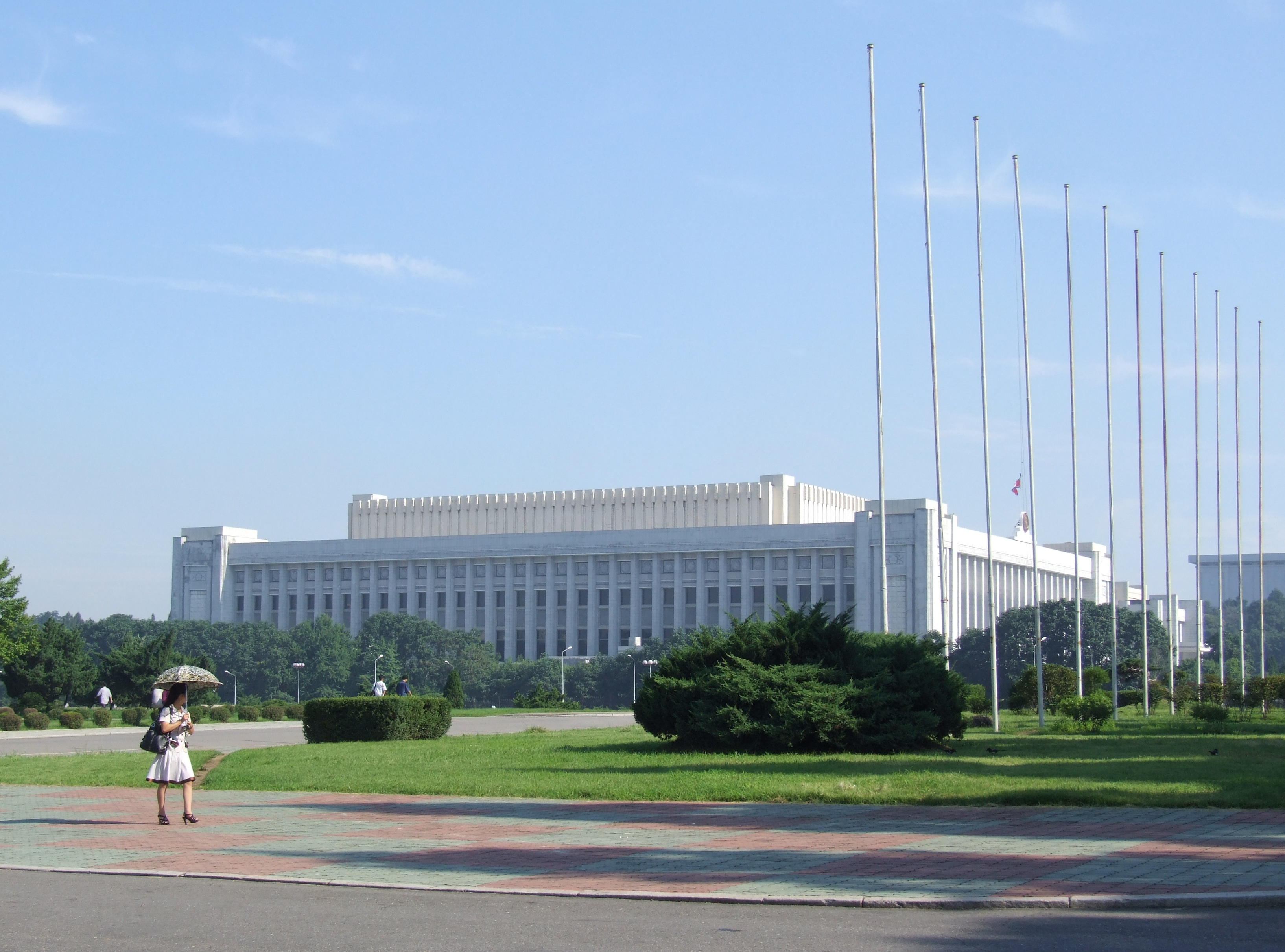
万寿台議事堂
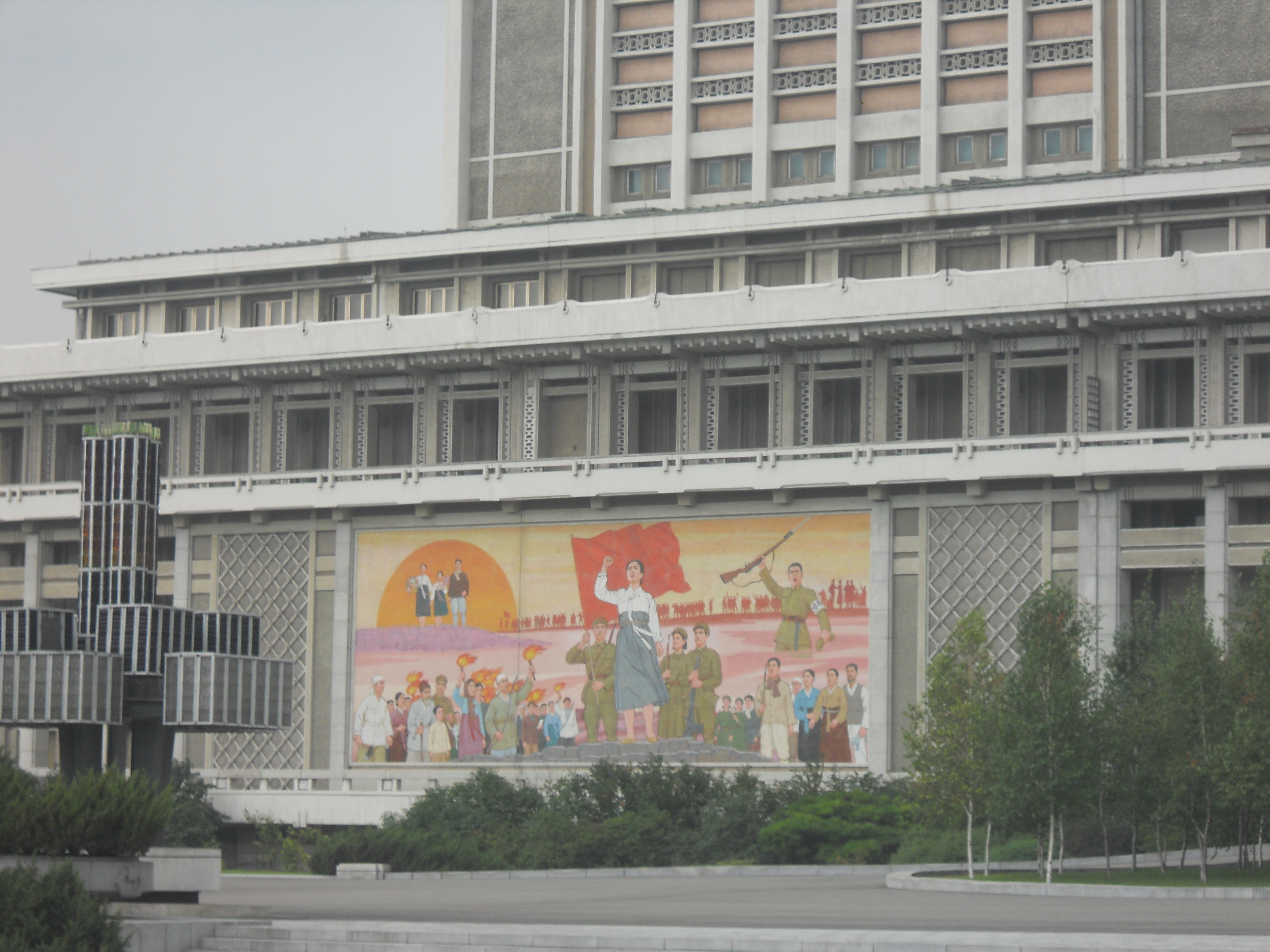
万寿台芸術劇場
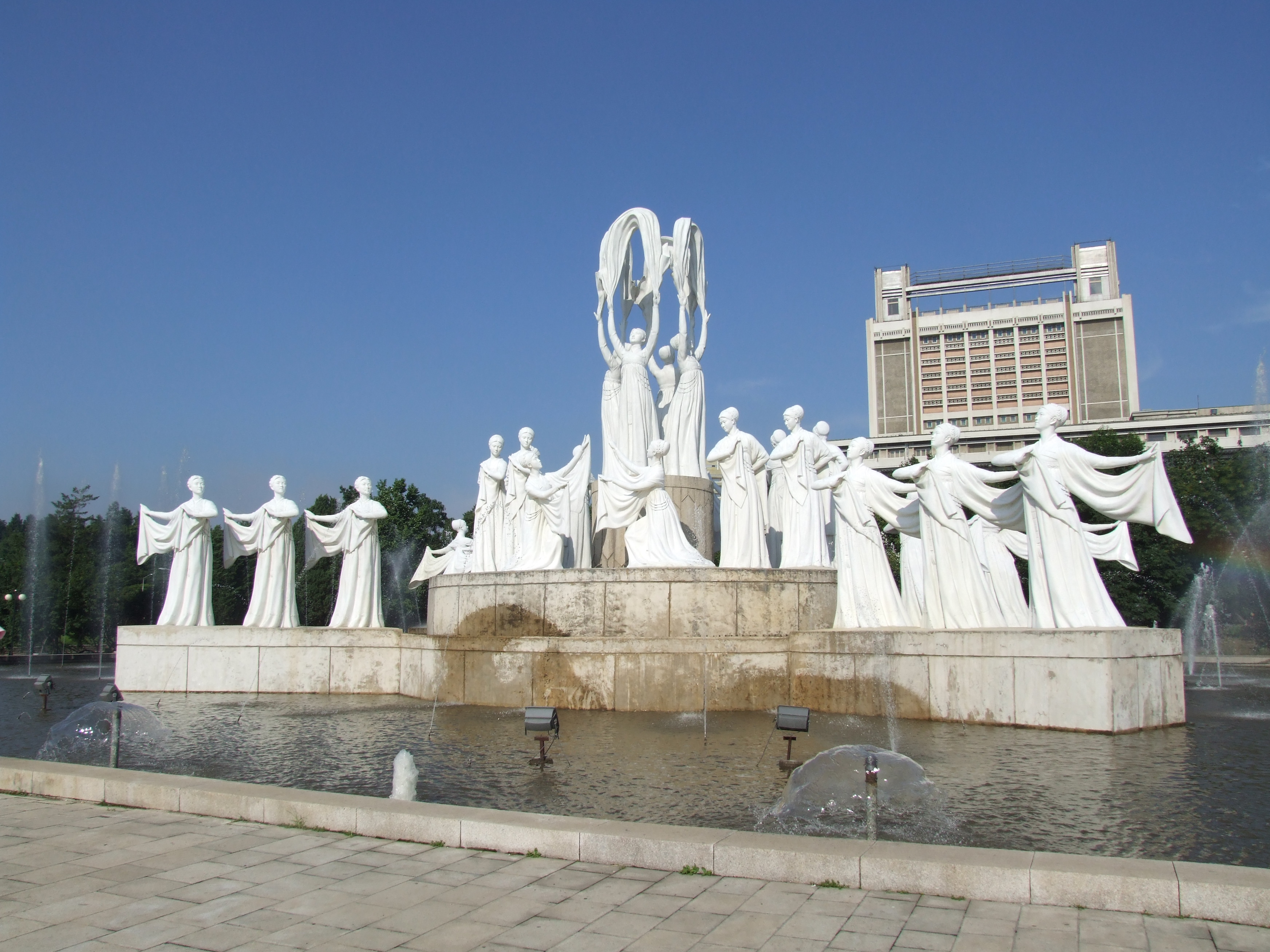
芸術劇場前噴水
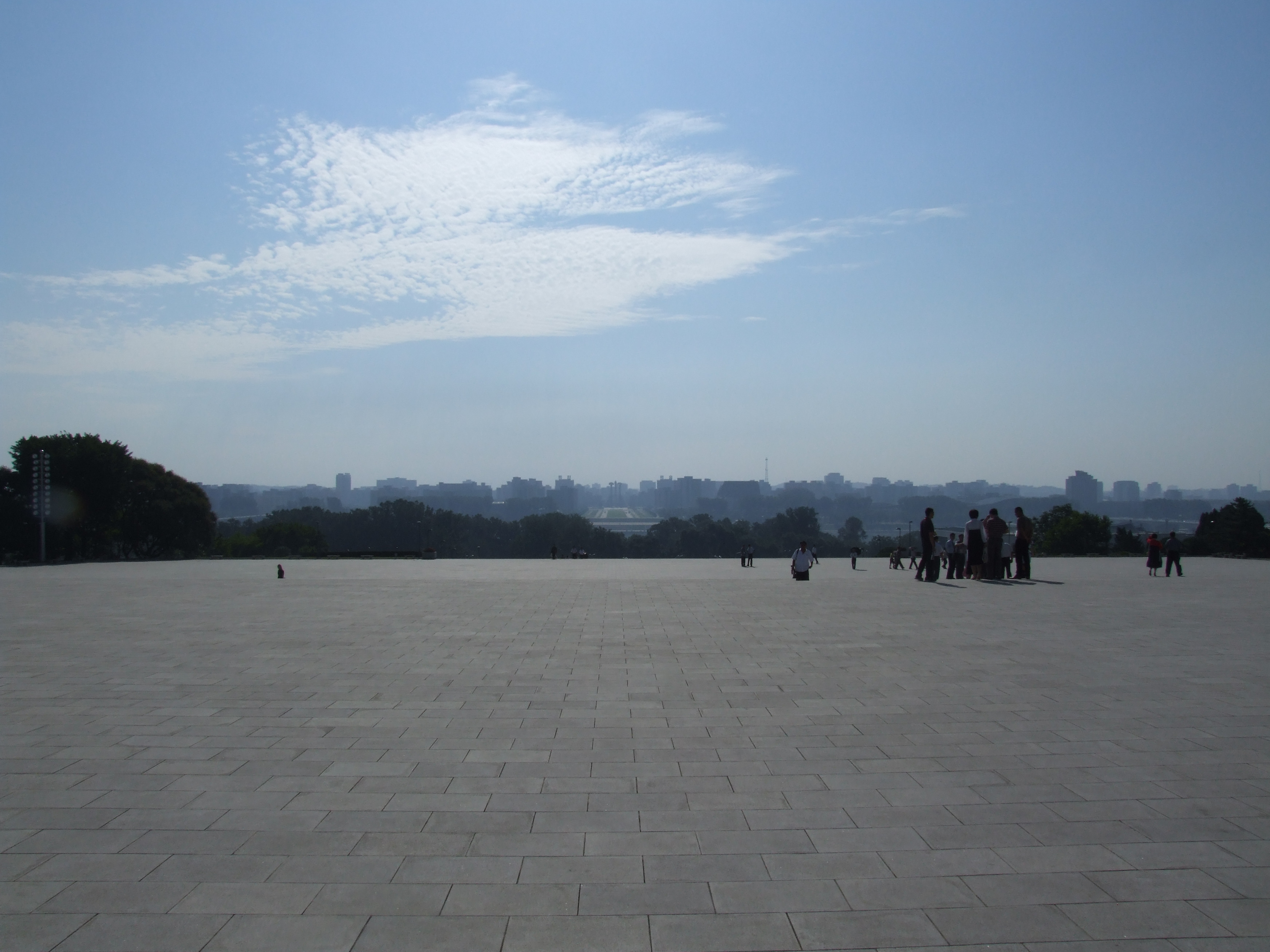
銅像を背に東平壌を望む
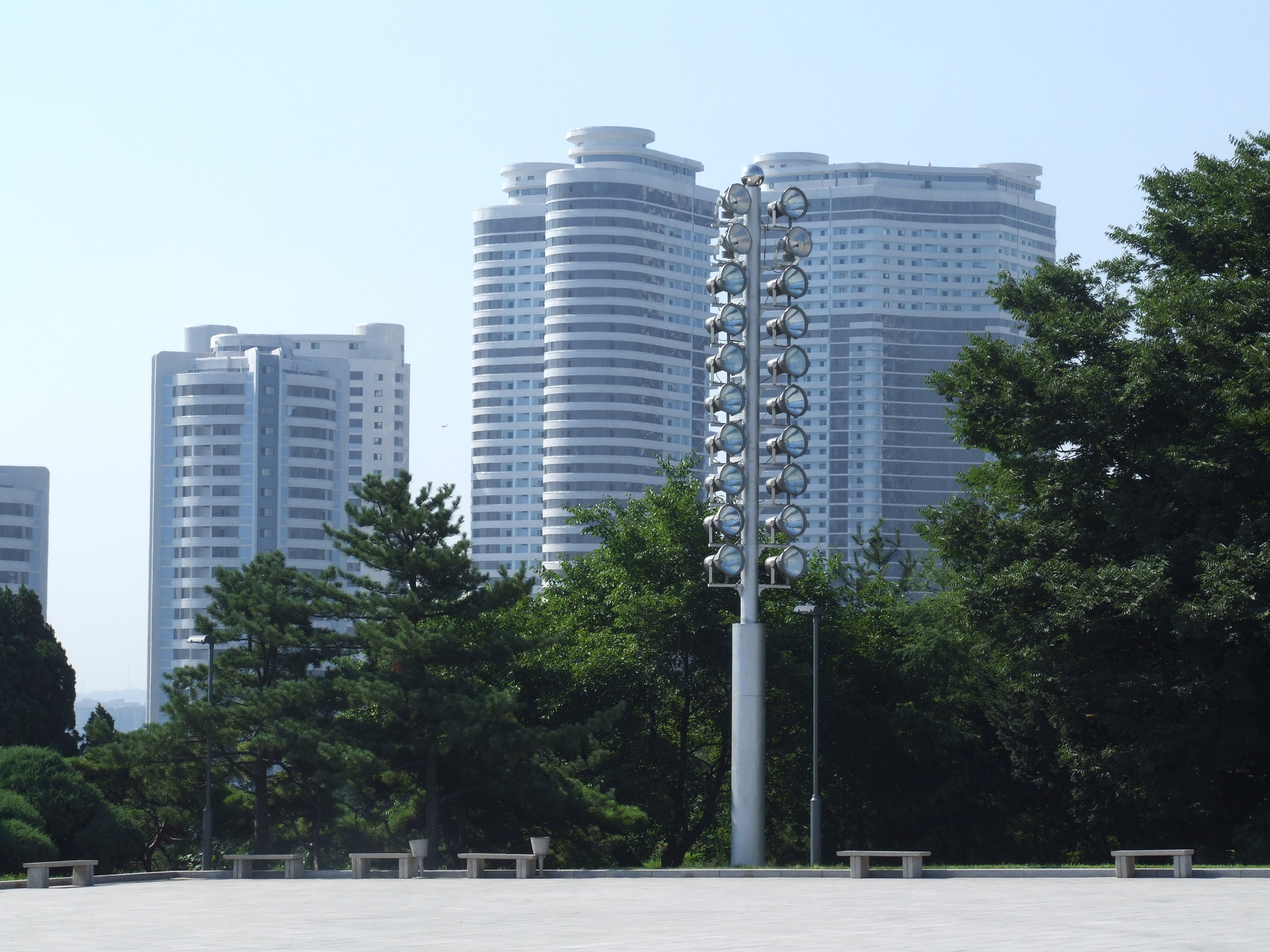
高層マンション群

## 施設
- 朝鮮革命博物館
- 万寿台議事堂
- 万寿台芸術劇場
- 崇霊殿（壇君と東明聖王の祭祀殿）
- 学堂谷噴水公園
- 平壌学生少年宮殿

なお、この丘の金日成・金正日銅像を制作した万寿台創作社はその名前に使用しているだけであり、同社のアトリエは万寿台ではなく地下鉄復興駅近くにある。